# Beachminton
Beachminton (Name entstanden aus Badminton und Beach, engl. für Strand, auch Beach Badminton genannt) bezeichnet einen aktuellen Trendsport, der als Ableger von Badminton bezeichnet werden kann, im Gegensatz zu diesem allerdings auf Sand ausgetragen wird.
Die Sportart wurde 1997 von Mathias Renz und Stephan und Thomas Heinle in Geretsried erfunden. Bereits 1998 wurde Beachminton als neue Trendsportart im aktuellen Sportstudio auf der ISPO in München durch die Erfinder vorgestellt.
Der Bewegungsablauf beim Beachminton ist im Gegensatz zum Badmintonspiel gesünder für die Gelenke, da die Spieler dank des zirka 30 Zentimeter tiefen Sandes weich abspringen und landen. Wie vom Beachvolleyball bekannt ist der Kraftaufwand durch den Sand ungleich höher als auf festem Hallenboden. Aus diesem Grund ist das Beachminton-Feld mit 3,80 × 12,30 Meter deutlich kleiner als das Badminton-Feld.
Das Feld wird üblicherweise mit Stoff- oder Gummibändern im Sand abgesteckt. Beachminton kann in der Halle oder – im Gegensatz zum Badminton – auch draußen gespielt werden. Letzteres ist möglich, da der Spielball deutlich weniger windanfällig ist als der Federball beim Badminton.
Obwohl Beachminton ein noch relativ junger Sport ist, werden in Deutschland bereits regelmäßig zahlreiche Turniere und Veranstaltungen ausgetragen.

## Regeln
1. Es wird auf 3 Gewinnsätze („Best of Five“) gespielt.
2. Zählweise: Beide Parteien können jederzeit Punkte erzielen, unabhängig davon, ob sie das Aufschlagrecht besitzen.
3. Ein Satz gilt als gewonnen, wenn einer der Spieler 9 Punkte erreicht. Bei einem Spielstand von 8:8 wird so lange gespielt, bis eine der Parteien einen Vorsprung von 2 Punkten hat.
4. Das Aufschlagrecht bzw. die Spielseite wird zu Beginn des Spiels ausgelost. Es kann nur ein Recht gewählt werden.
5. Das Aufschlagrecht wechselt durch einen Fehler, der Punkt wird gezählt.
6. Der Spieler, der einen Satz gewonnen hat, besitzt zu Beginn des nächsten Satzes das Aufschlagrecht.
7. Im Doppel und Mixed hat jede Partei 2 Aufschlagrechte (außer zu Beginn des Satzes). Nach einem Fehler wechselt das Aufschlagrecht zunächst zum Partner, erst danach zum Aufschläger des gegnerischen Paares. Wer als Erster aufschlägt, ist nicht festgelegt.
8. Der Aufschlag im Einzel wird hinter einer so genannten „Aufschlaglinie“, die sich im Abstand von 3 m zum Netz befindet, ausgeführt. Die gedachten Aufschlaglinien werden durch Pylone markiert, die sich ca. 50 cm links und rechts neben der Seitenlinie befindet. Der Ball kann in das gesamte hintere Feld des Gegners gespielt werden.
9. Im Doppel und Mixed wird im Gegensatz zum Einzel der Aufschlag diagonal ausgeführt. Die Halbierung der „gedachten“ Aufschlaglinie wird durch eine Pylone, die in einem Abstand von ca. 1 m hinter der Grundlinie steht, markiert.
10. Nach jedem Satz sind 90 Sekunden Pause zulässig.